# Тирания
Тиранията е форма на управление, при която властта е концентрирана в ръцете на един човек или малка група, които управляват произволно и често потиснически, без да се съобразяват със закона или волята на народа. Тираничният режим обикновено се характеризира с липса на демократични механизми, потискане на свободата на словото, ограничаване на политическата опозиция и използване на насилие и страх за поддържане на властта. Тиранията може да възникне в различни политически системи и исторически контексти, като понятието има своите корени още в древността.